# FK Ventspils
AZ FK Ventspils lett labdarúgóklub Ventspilsben.
A csapat a lett élvonalban, a Virsligában szerepel, az elmúlt három évben (2006, 2007, 2008) bajnoki címet szerzett. A klubot 1997-ben alapították két másik klub (FK Venta és FK Nafta) egyesülésével.

## A klub története
1963-ban Ventspils városa jogot kapott arra, hogy csapatot indítson a lett első osztály bajnokságában. Az FK Venta következő nagy eredménye az 1967-es lett kupagyőzelem volt. Két évre rá a Venta megnyerte a lett bajnokságot, 26 mérkőzésből 20 győzelemmel, három döntetlennel és három vereséggel. Az 1970-es években a klub presztízse gyengült, eredményei elmaradtak, az 1980-as évekre pedig anyagilag is összeroppant és néhány évig nem működött. 1994-ben ugyan az akkor már független Lettország élvonalában játszhatott, de egy év után a játékosok többsége elhagyta a klubot, és 1995-ben új klubot alapítottak, az FK Naftát. Az FK Nafta első évében megnyerte a másodosztályt, az élvonalba jutva a következő évben jobban szerepelt, mint az FK Venta.
Egy évvel később, 1997-ben egyesült a két ventspilsi csapat, így alakult meg az FK Ventspils. Azóta a klub az egyik legeredményesebb lett labdarúgócsapattá vált. 2003 és 2005 között sorozatban háromszor nyerte meg a Lett Kupát, megalakulása óta eddig mindössze az első évben nem végzett dobogón a bajnokságban, igaz, győzni nem tudott. Az ukrán vezetőedző, Roman Grigorsuk vezetésével azonban 2006 óta sorozatban három bajnoki címet szerzett az együttes.
A nemzetközi kupákban 1999 óta indul a csapat, ekkor az Intertotó-kupában a második fordulóba jutott. Hétszer indult az UEFA-kupában, kétszer a Bajnokok ligája selejtezőjében. Tíz nemzetközi kupaindulásából csak háromszor nem jutott tovább első ellenfelén, 2004-ben az UEFA-kupában három párharcot is vívott a selejtezőben. Magyar csapattal egyszer játszott, a 2000-es UEFA-kupa selejtezőjében a Vasas 4-3-as összesítéssel jutott tovább.
A Ventspils az első lett labdarúgóklub, amely eljutott egy európai kupa csoportkörébe. A 2009-2010-es szezonban az Európa-liga főtábláján szerepelhettek (0 győzelem, 3 döntetlen, 3 vereség), köszönhetően annak, hogy a Bajnokok ligája selejtezőköreiben sikeresen kiejtették a luxemburgi Dudelange és a fehérorosz rekorder BATE Borisov csapatait.
2021-ben az UEFA hét évre eltiltotta a Ventspilst európai kupamérkőzésektől bundázás miatt. A csapat legközelebb a 2027-2028-as évadban léphet pályára európai kupában.

## Eredmények
- Lett bajnok: 2006, 2007, 2008, 2011, 2013, 2014
- Lett kupagyőztes: 2003, 2004, 2005, 2007, 2010–11, 2012–13

### Helyezései a Virsligában
- 2008 - bajnok
- 2007 - bajnok
- 2006 - bajnok
- 2005 - 3.
- 2004 - 3.
- 2003 - 3.
- 2002 - 2.
- 2001 - 2.
- 2000 - 2.
- 1999 - 3.
- 1998 - 3.
- 1997 - 4.

### Nemzetközi eredmények
Bajnokok ligája
- 2008
  - Első selejtező kör
    - Llanelli A.F.C.  0-1, 4-0

  - Második selejtező kör
    - SK Brann  0-1, 2-1
- 2007
  - Első selejtező kör
    - The New Saints F.C.  2-3, 2-1

  - Második selejtező kör
    - FC Red Bull Salzburg  0-3, 0-4

UEFA-kupa
- 2006
  - Első selejtező kör
    - GÍ Gøta  2-1, 2-0

  - Második selejtező kör
    - Newcastle United  0-1, 0-0
- 2005
  - Első selejtező kör
    - Linfield  0-1, 2-1
- 2004
  - Első selejtező kör
    - B68 Toftir  3-0, 8-0

  - Második selejtező kör
    - Brøndby IF  0-0, 1-1

  - Első forduló
    - Amica Wronki  1-1, 0-1
- 2003
  - Selejtező kör
    - Wisła Płock  1-1, 2-2

  - Első forduló
    - Rosenborg BK  1-4, 0-6
- 2002
  - Selejtező kör
    - AC Lugano  3-0, 0-1

  - Első forduló
    - VfB Stuttgart  1-4, 1-4
- 2001
  - Selejtező kör
    - HJK Helsinki  1-2, 0-1
- 2000
  - Selejtező kör
    - Vasas  2-1, 1-3

Intertotó-kupa
- 1999
  - Első forduló
    - Vålerenga IF  0-1, 2-0

  - Második forduló
    - Kocaelispor  1-1, 0-2

## Játékosok

### Jelenlegi keret
2019. március 15-i állapotnak megfelelően.
| #  |     | Poszt | Név                    |
| -- | --- | ----- | ---------------------- |
| 1  | LAT | K     | Ivans Baturins         |
| 2  | HAI | V     | Jean Alcénat           |
| 4  | GHA | V     | Abdul Rashid Obuobi    |
| 6  | RUS | KP    | Pavel Osipov           |
| 7  | ANG | KP    | Amâncio                |
| 8  | LAT | KP    | Jevgenijs Kazacoks     |
| 9  | BRA | CS    | Jô Santos              |
| 10 | LAT | KP    | Eduards Tīdenbergs     |
| 11 | NGR | KP    | Abdullahi Alfa         |
| 12 | LAT | K     | Vjačeslavs Kudrjavcevs |
| 14 | LAT | CS    | Raiens Tālbergs        |
| 15 | NGR | KP    | Tosin Aiyegun          |
| 16 | LAT | KP    | Mariss Bite            |

| #  |     | Poszt | Név                   |
| -- | --- | ----- | --------------------- |
| 17 | LAT | CS    | Anastasijs Mordatenko |
| 18 | LAT | V     | Dmitrijs Litvinskis   |
| 19 | LAT | V     | Ņikita Koļesovs       |
| 20 | TOG | KP    | Dové Womé             |
| 22 | MKD | V     | Medjit Neziri         |
| 23 | LAT | CS    | Kaspars Svarups       |
| 24 | TOG | V     | Abdoul-Gafar Mamah    |
| 26 | LAT | CS    | Kaspars Kokins        |
| 27 | LAT | V     | Romāns Mickevičs      |
| 29 | LAT | KP    | Ingars Stuglis        |
| 33 | BRA | V     | Hélio                 |
| -- | RUS | CS    | Kirill Burykin        |

## Vezetőedzők
- 1997  Roberto Vincente
- 1997–1998  Szergej Borovszkij
- 1998  Sauļus Cekanavičus
- 1999–2000  Borisz Szinicin
- 2000  Sauļus Cekanavičus
- 2001–2003  Paul Ashworth
- 2003–2004  Sauļus Širmelis
- 2005  Sergejs Semjonovs
- 2005-2009   Roman Hrihorcsuk
- 2009—2010  Nunzio Zavettieri
- 2011—2012  Sergei Podpaly
- 2012—2015  Jurģis Pučinsks
- 2015—2017  Paul Ashworth
- 2018—2019  Dejan Vukićević
- 2019—től  Igors Kļosovs

## Fordítás
- Ez a szócikk részben vagy egészben az FK Ventspils című angol Wikipédia-szócikk ezen változatának fordításán alapul.  Az eredeti cikk szerkesztőit annak laptörténete sorolja fel. Ez a jelzés csupán a megfogalmazás eredetét és a szerzői jogokat jelzi, nem szolgál a cikkben szereplő információk forrásmegjelöléseként.